# Inga
Inga ist ein weiblicher Vorname.

## Bedeutung
Inga bezieht sich unter anderem auf den Schutz durch den germanischen Gott Ingwio. Der Name ist jedoch auch außerhalb des Germanischen, zum Beispiel als finnische Fruchtbarkeitsgöttin, belegt.
Namenstag ist der 30. Juli, der eigentlich Namenstag für Ingeborg ist, aber auf Grund der vermeintlichen Verwandtschaft der Namen übernommen wurde.

## Bekannte Namensträgerinnen
- Inga (* 1949), deutsche Chanson- und Schlagersängerin, siehe Inga und Wolf
- Inga (* 1972), isländische Sängerin und Schauspielerin, siehe Ingibjörg Stefánsdóttir
- Inga Abel (1946–2000), deutsche Schauspielerin
- Inga Bejer Engh (* 1970), norwegische Staatsanwältin
- Inga Braune (* 1981), deutsche Künstlerin
- Inga Busch (* 1968), deutsche Schauspielerin
- Inga Humpe (* 1956), deutsche Popmusikerin
- Inga Juuso (1945–2014), norwegisch-samische Musikerin und Schauspielerin
- Inga Rosa Kammerer (* 1962), deutsche Schauspielerin
- Inga Lindström (* 1954), deutsche Autorin, siehe Christiane Sadlo
- Inga Marchand (* 1978), US-amerikanische Rapperin, siehe Foxy Brown (Rapperin)
- Inga Rumpf (* 1946), deutsche Rocksängerin
- Inga Riedel, deutsche Popmusikerin
- Inga Ruginienė (* 1981), litauische Gewerkschafterin und Politikerin,  Mitglied im Seimas
- Inga Marte Thorkildsen (* 1976), norwegische Politikerin

Zwischenname
- Ingrida Inga Valinskienė (* 1966), litauische Sängerin, Fernsehmoderatorin, Politikerin

Familienname
- Edgard Iván Rimaycuna Inga (* 1989), peruanischer Geistlicher

## Sonstiges
Inga ist die gängige Abkürzung für den vor allem in Litauen verbreiteten Namen Neringa.

## Varianten
- Inge
- Inke
- Inka
- Inken